# Fibrado principal
Em matemática, um fibrado principal é uma classe especial de fibrado para o qual as fibras são todas espaços homogêneos principais relacionados a um grupo topológico.
Os G-fibrados principais são G-fibrados no sentido que o grupo G também serve como o  grupo estrutural do fibrado. Os fibrados principais tem usos importantes na topologia e na geometria diferencial. Também tem encontrado uso em física onde formam la parte da teoria de gauge. Os fibrados principais proporcionam um marco unificador na teoria dos fibrados no sentido que todos os fibrados com grupo estrutural G determinam um único G-fibrado principal a partir do qual pode ser reconstruído o fibrado original. 

## Definição formal
Um {\displaystyle G}-fibrado principal é um fibrado {\displaystyle \pi :P\to X} junto a uma ação contínuo à direita {\displaystyle P\times G\to P} por um grupo topológico {\displaystyle G} tal que {\displaystyle G} preserva as fibras de {\displaystyle P} e a ação é livre e transitiva. A fibra abstrata do fibrado é tomada como {\displaystyle G} (muitas vezes requer que o espaço de base {\displaystyle X} seja um espaço de Hausdorff e possivelmente paracompacto). 
Segue que as órbitas da {\displaystyle G}-ação são precisamente as fibras do fibrado e o espaço de órbitas é homeomorfo ao espaço homogêneo {\displaystyle P/G}.
Um {\displaystyle G}-fibrado principal pode também ser caracterizado como um {\displaystyle G}-fibrado {\displaystyle \pi :P\to X} com fibra {\displaystyle G} onde o grupo da estrutura atua na fibra pela multiplicação à esquerda. Dado que a multiplicação à direita {\displaystyle G} na fibra comuta com a ação do grupo estrutural, existe uma noção invariante de multiplicação à direita de {\displaystyle G} sobre {\displaystyle P}.
A noção de fibrado principal pode ser estendida à categoria das
variedades diferenciáveis, requerendo que {\displaystyle \pi :P\to X} seja uma aplicação diferenciável entre variedades, {\displaystyle G} um grupo de Lie e que a ação de {\displaystyle G} sobre {\displaystyle P} seja diferenciável.

## Exemplos
O exemplo mais comum de um fibrado principal diferenciável é o fibrado de referências, também chamado fibrado de marcos, de uma variedade {\displaystyle M}. A fibra sobre um ponto {\displaystyle x\in M} é o sistema de todas as referências (ou seja, bases ordenadas) do espaço tangente {\displaystyle T_{x}M}. O grupo linear geral {\displaystyle GL(n,\mathbb {R} )} atua de forma simples e transitiva sobre o conjunto de bases. Estas fibras podem ser unidas de maneira natural  para obter um {\displaystyle GL(n,\mathbb {R} )}-fibrado principal sobre {\displaystyle M}. 
Variações no exemplo anterior incluem o fibrado de referências ortonormais de uma variedade riemanniana. Aqui as referências devem ser bases ortonormais em relação à métrica. O grupo estrutural é o grupo ortogonal {\displaystyle O(n)}.
Se {\displaystyle X} é um espaço topológico e {\displaystyle p:C\to X} é um recobrimento normal (regular), este último pode ser considerado um fibrado principal onde o grupo estrutural {\displaystyle \pi _{1}(X)/p_{*}\pi _{1}(C)} atua sobre {\displaystyle C} via a ação de monodromia. Em particular, o recobrimento universal de um espaço topológico
{\displaystyle X} é um fibrado principal sobre {\displaystyle X} com grupo estrutural {\displaystyle \pi _{1}(X)}.
Sejam {\displaystyle G} um grupo de Lie e {\displaystyle H} um subgrupo fechado (não necessariamente normal). Então {\displaystyle G} é um {\displaystyle H}-fibrado principal sobre o espaço quociente (esquerdo) {\displaystyle G/H}. Aqui a ação de {\displaystyle H} em {\displaystyle G} é a multiplicação à direita. As fibras são coconjuntos à esquerda de {\displaystyle H} (neste caso há uma fibra distinta, a que contém a identidade, que é naturalmente isomorfa a {\displaystyle H}).
Consideremos a projeção {\displaystyle \pi :S^{1}\to S^{1}} dada por {\displaystyle z\mapsto z^{2}}. Este {\displaystyle \mathbb {Z} _{2}}-fibrado principal é o fibrado associado 
à fita de Möbius. 
Os espaços projetivos proporcionam exemplos interessantes de fibrados principais. Recordemos que a {\displaystyle n}-esfera {\displaystyle S^{n}}
é um recobrimento duplo do espaço projetivo real {\displaystyle \mathbb {R} \mathbb {P} ^{n}}.
A ação natural de {\displaystyle O(1)} sobre {\displaystyle S^{n}} resulta a estrutura de {\displaystyle O(1)}-fibrado principal sobre {\displaystyle \mathbb {R} \mathbb {P} ^{n}}. Também {\displaystyle S^{2n+1}} é um {\displaystyle U(1)}-fibrado principal sobre 
{\displaystyle \mathbb {C} \mathbb {P} ^{n}} e {\displaystyle S^{4n+3}} é um {\displaystyle Sp(1)}-fibrado principal sobre o espaço projetivo quaterniônico
{\displaystyle \mathbb {H} \mathbb {P} ^{n}}. Então temos uma série de fibrados principais para cada inteiro positivo {\displaystyle n}: 
{\displaystyle {O}(1)\to S(\mathbb {R} ^{n+1})\to \mathbb {RP} ^{n}}
{\displaystyle {U}(1)\to S(\mathbb {C} ^{n+1})\to \mathbb {CP} ^{n}}
{\displaystyle {Sp}(1)\to S(\mathbb {H} ^{n+1})\to \mathbb {HP} ^{n}}
Aquí {\displaystyle S(V)} denota a esfera unidade em {\displaystyle V}. Por todos estes exemplos o caso {\displaystyle n=1} resulta os fibrados de Hopf.

## Trivialização e seções
Uma das perguntas mais importantes em relação a um espaço fibrado é se se é ou não um fibrado trivial (ou seja, isomorfo a um fibrado produto). Para os fibrados principais há uma caracterização conveniente da trivialidade: 
Teorema. Um fibrado principal é trivial se e somente se admite uma seção global.
Este resultado não é certo para fibrados em geral. Em particular os fibrados vetoriais, por exemplo, tem sempre a seção zero, sejam triviais ou não.
O mesmo teorema se aplica às trivializações locais de fibrados principais. Seja {\displaystyle \pi :P\to X} um {\displaystyle G}-fibrado principal. Um conjunto aberto
{\displaystyle U} em {\displaystyle X} admite uma trivialização local se e somente se existe uma seção local em {\displaystyle U}. Dado uma trivialização local {\displaystyle \phi :\pi ^{-1}(U)\to U\times G} podemos definir uma seção local associada :{\displaystyle s:U\to \pi ^{-1}(U)}, 
{\displaystyle s(x):=\phi ^{-1}(x,e)}
onde {\displaystyle e} é a identidade em {\displaystyle G}.
Reciprocamente, dada uma seção local {\displaystyle s} podemos definir uma trivialização {\displaystyle \phi } por: {\displaystyle \phi ^{-1}(x,g)=s(x)\cdot g}
O fato de que {\displaystyle G} atua de forma simples e transitiva garante que esta aplicação é uma bijeção. É possível comprovar que também é um homeomorfismo. As trivializações locais definidas por uma seção local são {\displaystyle G}-equivariantes no seguinte sentido: 
se escrevemos 
{\displaystyle \phi :\pi ^{-1}(U)\to U\times G}
na forma
{\displaystyle \phi (p)=(\pi (p),\varphi (p))}
então a aplicação {\displaystyle \varphi :P\to G} satisfaz 
{\displaystyle \varphi (p\cdot g)=\varphi (p)\cdot g}
Em termos das seções locais {\displaystyle s}, a aplicação {\displaystyle \varphi } é dada por :{\displaystyle \varphi (s(x)\cdot g)=g.}
A versão local do teorema da seção então indica que as trivializações locais equivariantes de um fibrado principal estão em correspondência com as seções locais.
Seja {\displaystyle (\{U_{i}\},\{\phi _{i}\})} uma trivialização local equivariante de {\displaystyle P} e {\displaystyle s_{i}} as seções locais induzidas em cada {\displaystyle U_{i}}. Em {\displaystyle U_{i}\cap U_{j}} as seções {\displaystyle s_{i}} e {\displaystyle s_{j}} estão relacionadas pelo grupo {\displaystyle G}. De fato, as funções de transição entre as diferentes trivializações, dadas por 
{\displaystyle (\phi _{j}\circ \phi _{i}^{-1}):(U_{i}\cap U_{j})\times G\to (U_{i}\cap U_{j})\times G}
na primeira coordenada resultam ser a identidade e resultam 
{\displaystyle (x,e)\mapsto (x,t_{ij}(x))}.
Logo para qualquer {\displaystyle x\in U_{i}\cap U_{j}} temos
{\displaystyle s_{j}(x)=s_{i}(x)\cdot t_{ij}(x).}

## Caracterização de fibrados principais diferenciáveis
Se {\displaystyle \pi :P\to X} é um {\displaystyle G}-fibrado principal diferenciável, então {\displaystyle G} atua em forma própria e livre em {\displaystyle P} de modo que o espaço de órbitas {\displaystyle P/G} é difeomorfo ao espaço base {\displaystyle X}. 
Resulta que isto caracteriza completamente aos fibrados principais diferenciáveis. Isto é, se {\displaystyle P} é uma variedade diferenciável, {\displaystyle G} é um grupo de Lie e 
{\displaystyle \mu :P\times G\to P} uma ação à direita diferenciável, livre e própria então 
- {\displaystyle P/G} (espaço quociente pela ação {\displaystyle \mu }) é uma variedade diferenciável,
- a projeção natural {\displaystyle \pi :P\to P/G} é uma submersão, e
- {\displaystyle P} é um {\displaystyle G}-fibrado principal diferenciável sobre {\displaystyle P/G}.

## Redução do grupo estrutural
Seja {\displaystyle \pi :P\to X} um {\displaystyle G}-fibrado principal.
Dado um subgrupo {\displaystyle H\subset G}, podemos considerar o fibrado {\displaystyle P/H} cujas fibras são as coclasses {\displaystyle G/H}. Se o novo fibrado admite uma seção global, dizemos que a seção é uma redução do grupo estrutural de {\displaystyle G} ao de {\displaystyle H}.
Em particular, se {\displaystyle H} é a identidade, então uma redução de {\displaystyle G} à identidade é equivalente a ter-se uma seção global do fibrado original, o qual é equivalente a que o fibrado seja trivial. Em geral não existem as reduções do grupo estrutural.
Muitas perguntas sobre a estrutura topológica de um fibrado podem ser reformuladas como perguntas sobre a admissibilidade da redução do grupo estrutural. 
Por exemplo: 
- Uma variedade real {\displaystyle 2n}-dimensional admite uma estrutura complexa se o fibrado de referências correspondente à variedade, cujas fibras são {\displaystyle GL(2n,\mathbb {R} )}, pode ser reduzido ao grupo {\displaystyle GL(n,\mathbb {C} )\subset GL(2n,\mathbb {R} ).}
- Uma variedade {\displaystyle n}-dimensional admite {\displaystyle n} campos vetoriais linearmente independentes em cada ponto se seu fibrado de referências é paralelizável, ou seja, se o fibrado de referências admite uma seção global.
- Uma variedade real {\displaystyle n}-dimensional admite um corpo {\displaystyle k}-plano se o fibrado de referências pode ser reduzido ao grupo estrutural {\displaystyle GL(k,\mathbb {R} )\subset GL(n,\mathbb {R} )}